# Cục Khoa học Quân sự (Việt Nam)
Cục Khoa học Quân sự  trực thuộc Bộ Quốc phòng Việt Nam là cơ quan tham mưu có nhiệm vụ nghiên cứu,  giúp Quân ủy Trung ương, Bộ Quốc phòng lãnh đạo, chỉ đạo, tổ chức triển khai công tác Khoa học, Công nghệ và Môi trường trong quân đội và thực hiện chức năng quản lý nhà nước về lĩnh vực này trong toàn quân. Cục Khoa học Quân sự còn là nơi nghiên cứu, giám sát và kiểm tra giám sát toàn bộ các đề tài từ cấp quân khu, quân đoàn, cấp BQP, cấp Nhà nước về khoa học quân sự để nghiên cứu, ứng dụng phục vụ cho sứ mạng lịch sử của Quân đội nhân dân Việt Nam

## Lịch sử
- Tiền thân là Cục Nghiên cứu điều lệnh và KHQS thuộc Tổng cục Quân huấn, thành lập ngày 10/4/1958 theo Sắc lệnh số 60/SL của Chủ tịch Hồ Chí Minh
- Ngày 15 tháng 6 năm 2013, Cục Khoa học-Công nghệ-Môi trường - Bộ Quốc phòng đổi tên thành Cục Khoa học Quân sự - Bộ Quốc phòng.[4]

## Lãnh đạo hiện nay
- Cục trưởng: Đại tá, TS. Dương Minh Hải
- Phó Cục trưởng: Đại tá, TS. Cấn Anh Tuấn
- Phó Cục trưởng: Đại tá Lê Đình Vũ

## Tổ chức
- Phòng Khoa học Nghệ thuật Quân sự: Trưởng phòng: Đại tá TS. Nguyễn Thành Công
- Phòng Khoa học Kỹ thuật - Công nghệ Khoa học quân sự
- Phòng Kế hoạch - Tổng hợp
- Phòng Quản lý môi trường
- Phòng Tiềm lực Khoa học - Công nghệ
- Trợ lý Chính trị
- Ban Hành chính
- Ban Tài chính
- Phòng thông tin

## Khen thưởng
- Huân chương Bảo vệ Tổ quốc hạng Nhất (2014)

## Cục trưởng qua các thời kỳ
- 1960-1965, Đỗ Trình, Trung tướng (1982)
- 1981-1990,GS Đoàn Huyên (1925-2002), Thiếu tướng (1983)
- 1990-1993, Hoàng Đan, Thiếu tướng (1977)
- 1993-1995, PGS Ngô Huy Phát, Thiếu tướng(1990)
- 1995-2003, GS.VS Nguyễn Trường Cửu, Thiếu tướng(1998)
- 2003-2007,PGS.TS Nguyễn Ngọc Dương, Thiếu tướng (2004)[5]
- 2007-2012, PGS.TS Cao Tiến Hinh, Thiếu tướng (2008)
- 2012-12.2015, PGS.TS Nguyễn Đôn Tuân, Thiếu tướng (2009), Trung tướng (2014)
- 12.2015-10.2018, Thiếu tướng TS Phạm Lâm Hồng
- 10.2018-3.2025, Thiếu tướng, PGS.TS Ngô Văn Giao

## Phó Cục trưởng qua các thời kỳ
- 1993-1999, Hồ Thanh Minh, Thiếu tướng (1994)
- 11/2024 - 03/2025, TS. Dương Minh Hải, Đại tá (2020)